# Ogier le Danois (Holmès)
Ogier le Danois est une mélodie d'Augusta Holmès composée en 1900.

## Composition
Augusta Holmès compose Ogier le Danois en 1900, sur un poème qu'elle écrit elle-même. L'œuvre existe en deux versions : en la  majeur pour voix de ténor, en fa majeur pour voix de baryton. Elle est dédiée à Paul Déroulède avec comme incipit « Qui, lui, reviendra pour la gloire de la Patrie ! ». L'illustration est due à Gaston Bussière. La mélodie a été publiée aux éditions Enoch.

## Réception
Dès 1901, Béral chante Ogier le Danois pour un festival en l'honneur de la compositrice, où il est accompagné par elle-même au piano,. En 1914, M. Sigwalt chante la mélodie.